# Guillaume de Monte Sant'Angelo
Guillaume (d. după 1104) a fost un nobil normand din sudul Italiei, devenit conte de Monte Sant'Angelo de la 1102 la 1104.
Guillaume a succedat fratelui său, Henric, la moartea acestuia.
Potrivit Chronica Montasterii Casinensis a lui Leon de Ostia, Guillaume (Guilelmus), pe care cronicarul îl numește comes civitatis montis Sancti Michahelis archangeli, a făcut o donație pentru Montecassino în aprilie 1100. Fragmentul respectiv îl menționează pe fratele său fără indicarea morții acestuia, însă acesta se poate să fi fost decedat deja.
În octombrie 1104, ducele Roger Borsa de Apulia și seniorul direct al lui Guillaume, l-a asediat pe acesta în Monte Sant'Angelo și l-a alungat, desființându-i comitatul. Soarta ulterioară a lui Guillaume nu este cunoscută.